# Т20
T20 је назив серије америчких средњих тенкова који су замишљени да замене тенк M4 Шерман. Ова серија је на крају довела до тенка M26 Першинг.

## Корисници
- САД